# Pimenteiras (Teresópolis)
Pimenteiras é um bairro da cidade de Teresópolis, cidade localizada no interior do estado do Rio de Janeiro, conhecido por sediar a Estrada das Pimenteiras.

## Demografia
Situada sob a zona oeste da cidade, de acordo com o Instituto Brasileiro de Geografia e Estatística (IBGE), sua população no ano de 2010 era de 1 937 habitantes, sendo 1 016 mulheres (52.5%) e 921 homens (47.5%), possuindo um total de 757 domicílios.

## Geografia

### Clima
Cercada por todos os lados de uma vasta área de mata atlântica, encanta moradores e visitantes, com seus imponentes pinheiros e eucaliptos, além de oferecer um dos ares mais puros de toda a região.[carece de fontes?]
O clima é geralmente ameno durante os dias, e frio durante as noites.[carece de fontes?] São constantes, as aparições de diversos animais da rica fauna que habitam as proximidades, entre eles, esquilos, lagartos, além de abundante quantidade de diferentes espécies de pássaros.[carece de fontes?] Na Pimenteiras, ainda é possível desfrutar, de uma das mais puras e límpidas águas, de toda a região serrana, a comunidade possui entre as suas "riquezas" algumas fontes de águas minerais, sendo elas, a Fonte São Sebastião.

## Infraestrutura urbana
Entre a infraestrutura, destaca-se por sediar o Corpo de Bombeiros do município, além do 30º Batalhão da Polícia Militar, conta também com Posto de Saúde, 2 escolas municipais, Praça com área de esporte/lazer, e os tradicionais Bares, que "agitam" a pacata vida de quem mora aqui.

## Cultura
O bairro possui uma quadra poliesportiva, a Praça Jorge Roberto Lack, espaço que integra o pacote de intervenções urbanísticas do projeto "Terê Tão Bela", no eixo "Revitaliza Terê".